# Isolationsfængsling
Isolationsfængsling er en fængsling, hvor arrestanten ikke har kontakt til andre indsatte og ingen, eller stærkt begrænset, kontakt til omverdenen. I moderne demokratiske samfund er isolationsfængsling som udgangspunkt enten begrundet i hensynet til politiets efterforskning eller hensynet til samfundets sikkerhed. FN og forskellige menneskeretsorganisationer, f.eks. Amnesty International har iværksat initiativer, der tilsigter at begrænse anvendelsen af isolationsfængsling. FN-konventionen mod tortur, OPCAT,  indeholder en tillægsprotokol om isolationsfængsling.
Isolationsfængsling forekommer ofte i forbindelse med varetægtsfængsling for at hindre, at formodede medskyldige i en kriminel handling koordinerer deres forklaringer. Ligeledes anvendes denne strafform som disciplinærstraf overfor indsatte, der har forbrudt sig mod fængslets gældende regler.

## Formål
Formålet med isolationsfængsling er typisk strafferetsligt begrundet i hensynet til politiets efterforskning eller hensynet til samfundets sikkerhed. 
I 1800-tallet begrundede religiøse bevægelser i USA denne form for fængsling med hensynet til straffefangers personlige udvikling, idet disse under rolige former ville forbedre sig gennem bod og bøn. De to ledende bevægelser var Filidelfia-modellen og Auburn-modellen, der begge inspirerede flere europæiske lande til en reformering af fængselsvæsnet. Filidelfia-modellen havde sit grundlag i den religiøse bevægelse kvækerne og lagde op til streng isolation af fangerne, således at disse gennem selvindsigt fik tid og lejlighed til at sone forbrydelsen og til gennem bl.a. bibellæsning at opnå en højere religiøs bevidsthed. Efter Filidelfia-modellen skulle fangerne isoleres i egen celle dag og nat. Auburn-modellen var baseret på tilsvarende tanker, men lagde dog også vægt på punktlighed og arbejdsomhed, og lod derfor fangerne arbejde sammen i fælleslokaler om dagen, hvor der dog skulle være fuldstændig tavshed. 
I Danmark gav de to bevægelser grundlag for opførelsen af to helt nye fængsler; Horsens Tugthus anlagt efter Auburn-modellen og Vridsløselille Fængsel anlagt efter Filadelfia-modellen. De to fængsler stod færdige i 1853 (Horsens) og i 1859 (Vridsløse).
Af hensyn til statens sikkerhed isolerer en række lande fanger, der er mistænkt eller dømt for deltagelse i terrorisme. Bl.a. har USA anvendt dette middel på Guantanamo og i forskellige hemmelige CIA – programmer.  I diktaturstater er isolationsfængsling blevet anvendt som et led i systematisk tortur med henblik på at fremkalde en tilståelse fra formodede modstandere af regimet, en praksis som formentlig stadig finder sted i bl.a. Kina
Der forekommer også en række tilfælde, hvor fanger vælger frivillig isolation for at undgå overgreb fra medfanger. I Danmark valgte bl.a. Frede Sander Jensen dette efter at være blevet overfaldet og stukket med et jernspyd af en anden indsat.

## Virkning
Der findes en række eksempler på, at isolationsfænslede udvikler sindssygdomme, ofte kombineret med fysiske lidelser. I Danmark har bl.a. Peter Rohde, der i 1994 blev isolationsfængslet i 11 måneder på en uberettiget mistanke om at smugle narkotika, udviklet en sindssygdom. Han er efterfølgende blevet tilkendt erstatning ved kendelse fra Højesteret. I et interview har han udtrykt, at han havde foretrukket egentlig fysisk tortur i stedet for isolationsfængsel.

## Dansk retspraksis
Internationale eksperter har ved flere lejligheder rettet kritik mod Danmark for brugen af isolationsfængsel.
De danske myndigheder har taget forskellige initiativer for at imødekomme kritikken.
I 2007 blev retsplejelovens tidsgrænser for isolationsfængsling forkortet ligesom der i 2008 blev vedtaget en lovændring på området i Folketinget. Dette har medført en reduktion i antallet af varetægtsfængslede i isolation, men i erkendelse af, at der stadig er et betydeligt antal isolerede fanger, nedsatte justitsminister Lars Barfoeden arbejdsgruppe i maj 2010 med henblik på at begrænse brugen af administrativ isolationsfængsling. Alligevel steg antallet af isolationsanbringelser som disciplinærstraf fra 1289 i 2001 til 3011 i 2011, hvorefter det igen var faldende til 2579 i 2015. I 2016 vedtog Folketinget en stramning af lovgivningen om disciplinærstraffe i fængslerne, hvorefter antallet af administrativ isolationsfængsling igen steg til 4085, eller en stigning på 37% i løbet af et år.

## Eksterne links
- http://www.diis.dk/graphics/Publications/DNV/2006/4/DNV2006_4_Demokratisk_tortur.pdf
- http://www.dr.dk/Nyheder/Politik/2010/02/05/144344.htm
- http://menneskeret.dk/nyheder/arkiv/nyheder+2003/fra+forbedringshus+til+supermax Arkiveret 30. juni 2015 hos  Wayback Machine
- http://www.diis.dk/graphics/Publications/DNV/2007/4/DNV2007_4_Doedsstraf_og_tortur_i_Kina_i_et_menneskeretligt_perspektiv.pdf
- http://www.menneskeret.dk/files/pdf/The%20Istanbul%20Declaration%20-%20Published%2017%20June%202008.pdf Arkiveret 3. september 2010 hos  Wayback Machine